# ديفيد إس. غويور

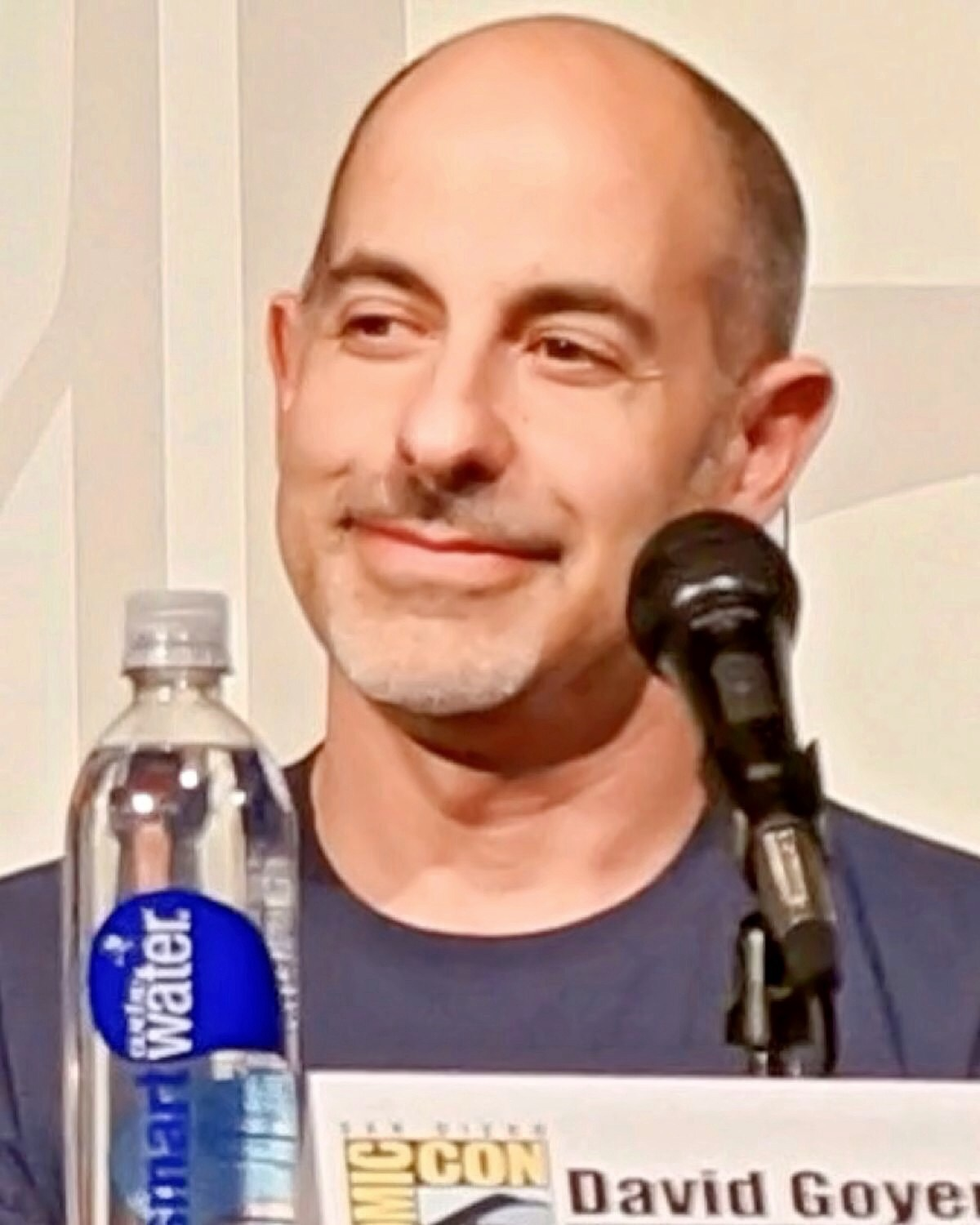

ديفيد إس غويور (بالإنجليزية: David Samuel Goyer) ، واسمه الكامل ، ديفيد صامويل جويور ، مخرج أمريكي وكاتب قصص مصورة، من مواليد 22 ديسمبر 1965م .
اشتهر بإنتاج الفيلم الأمريكي الشهير : بلايد 2 وبلايد 3

## روابط خارجية
- ديفيد إس. غويور على موقع IMDb (الإنجليزية)
- ديفيد إس. غويور على موقع روتن توميتوز (الإنجليزية)
- ديفيد إس. غويور على موقع ألو سيني (الفرنسية)
- ديفيد إس. غويور على موقع ميوزك برينز (الإنجليزية)
- ديفيد إس. غويور على موقع أول موفي (الإنجليزية)
- ديفيد إس. غويور على موقع بوكس أوفيس موجو (الإنجليزية)
- ديفيد إس. غويور على موقع قاعدة بيانات الأفلام السويدية (السويدية)
- ديفيد إس. غويور على موقع قاعدة بيانات الفيلم (الإنجليزية)
- ديفيد إس. غويور على موقع كينوبويسك (الروسية)